# Fujikyūkō-Linie
| Triebzug der Baureihe 8500 (Fujisan View Express) zwischen Mitsutōge und Kotobuki |                   |                        |                        |
| |                   |                        |                        |
| Streckenlänge: | 26,6 km           |                        |                        |
| Spurweite: | 1067 mm (Kapspur) |                        |                        |
| Stromsystem: | 1500 V =          |                        |                        |
| Maximale Neigung: | 40 ‰              |                        |                        |
| Minimaler Radius: | 160 m             |                        |                        |
| Streckengeschwindigkeit: | 70 km/h           |                        |                        |
| Zweigleisigkeit: | nein              |                        |                        |
| |                   |                        |                        |
| Gesellschaft: | Fuji Kyūkō        |                        |                        |
| \| \| 0,0 \| Ōtsuki (大月) \| 1902– \| \| \| \| \| \| \| \| \| Chūō-Hauptlinie \| 1902– \| \| \| 0,6 \| Kamiōtsuki (上大月) \| 1929– \| \| \| \| \| \| \| \| 3,0 \| Tanokura (田野倉) \| 1929– \| \| \| \| JR-Maglev-Teststrecke \| \| \| \| \| Katsura-gawa \| \| \| \| \| \| \| \| \| 5,6 \| Kasei (禾生) \| 1929– \| \| \| 7,1 \| Akasaka (赤坂) \| 1929– \| \| \| 8,6 \| Tsurushi (都留市) \| 1929– \| \| \| 9,4 \| Yamuramachi (谷村町) \| 1929– \| \| \| 10,6 \| Tsuru-bunkadaigaku-mae \| Tsuru-bunkadaigaku-mae \| \| \| \| (都留文科大学前) \| 2004– \| \| \| \| Katsura-gawa \| \| \| \| 11,5 \| Tōkaichiba (十日市場) \| 1929– \| \| \| 13,1 \| Higashikatsura (東桂) \| 1929– \| \| \| \| Chūō-Autobahn \| \| \| \| 15,8 \| Mitsutōge (三つ峠) \| 1929– \| \| \| 18,8 \| Kotobuki (寿) \| 1929– \| \| \| \| \| \| \| \| 20,2 \| Yoshiikeonsenmae \| Yoshiikeonsenmae \| \| \| \| (葭池温泉前) \| 1930– \| \| \| 21,1 \| Shimoyoshida (下吉田) \| 1929– \| \| \| 21,9 \| Gekkōji (月江寺) \| 1931– \| \| \| 23,6 \| Fujisan (富士山) \| 1929– \| \| \| 25,0 \| Fujikyū-Highland \| Fujikyū-Highland \| \| \| \| (富士急ハイランド) \| 1961– \| \| \| \| Chūō-Autobahn \| \| \| \| 26,6 \| Kawaguchiko (河口湖) \| 1950– \| |                   |                        |                        |
| | 0,0               | Ōtsuki (大月)          | 1902–                  |
| |                   |                        |                        |
| Strecke nach rechts · Strecke |                   | Chūō-Hauptlinie        | 1902–                  |
| Haltepunkt / Haltestelle | 0,6               | Kamiōtsuki (上大月)    | 1929–                  |
| Tunnel |                   |                        |                        |
| Bahnhof | 3,0               | Tanokura (田野倉)      | 1929–                  |
| Kreuzung rechts |                   | JR-Maglev-Teststrecke  | JR-Maglev-Teststrecke  |
| Brücke über Wasserlauf |                   | Katsura-gawa           | Katsura-gawa           |
| Brücke über Wasserlauf |                   |                        |                        |
| Bahnhof | 5,6               | Kasei (禾生)           | 1929–                  |
| Haltepunkt / Haltestelle | 7,1               | Akasaka (赤坂)         | 1929–                  |
| Bahnhof | 8,6               | Tsurushi (都留市)      | 1929–                  |
| Bahnhof | 9,4               | Yamuramachi (谷村町)   | 1929–                  |
| Haltepunkt / Haltestelle | 10,6              | Tsuru-bunkadaigaku-mae | Tsuru-bunkadaigaku-mae |
| Strecke |                   | (都留文科大学前)       | 2004–                  |
| Brücke über Wasserlauf |                   | Katsura-gawa           | Katsura-gawa           |
| Haltepunkt / Haltestelle | 11,5              | Tōkaichiba (十日市場)  | 1929–                  |
| Bahnhof | 13,1              | Higashikatsura (東桂)  | 1929–                  |
| |                   | Chūō-Autobahn          |                        |
| Bahnhof | 15,8              | Mitsutōge (三つ峠)     | 1929–                  |
| Haltepunkt / Haltestelle | 18,8              | Kotobuki (寿)          | 1929–                  |
| |                   |                        |                        |
| Haltepunkt / Haltestelle | 20,2              | Yoshiikeonsenmae       | Yoshiikeonsenmae       |
| Strecke |                   | (葭池温泉前)           | 1930–                  |
| Bahnhof | 21,1              | Shimoyoshida (下吉田)  | 1929–                  |
| Haltepunkt / Haltestelle | 21,9              | Gekkōji (月江寺)       | 1931–                  |
| Abzweig nach links und von links · Kopfbahnhof Streckenende und quer | 23,6              | Fujisan (富士山)       | 1929–                  |
| Haltepunkt / Haltestelle | 25,0              | Fujikyū-Highland       | Fujikyū-Highland       |
| Strecke |                   | (富士急ハイランド)     | 1961–                  |
| |                   | Chūō-Autobahn          |                        |
| Kopfbahnhof Streckenende | 26,6              | Kawaguchiko (河口湖)   | 1950–                  |

Die Fujikyūkō-Linie (jap. 富士急行線 Fujikyūkō-sen) ist eine Eisenbahnstrecke auf der japanischen Insel Honshū, die von der Bahngesellschaft Fuji Kyūkō betrieben wird. In der Präfektur Yamanashi ermöglicht sie die Erschließung der touristisch bedeutenden Fünf Fuji-Seen und der nördlichen Ausläufer des Vulkans Fuji. Offiziell setzt sich die Fujikyūkō-Linie aus der Ōtsuki-Linie (大月線 Ōtsuki-sen) und der Kawaguchiko-Linie (河口湖線 Kawaguchiko-sen) zusammen, die in betrieblicher Hinsicht jedoch als Einheit betrachtet werden.

## Streckenbeschreibung
Die 26,6 km lange Stichstrecke ist in Kapspur (1067 mm) verlegt und ist mit 1500 V Gleichspannung elektrifiziert. Bei einer maximalen Neigung von 40 ‰ und einem Mindest-Kurvenradius von 160 m beträgt die zulässige Höchstgeschwindigkeit 70 km/h. Die eingleisige Strecke hat insgesamt 18 Stationen, von denen etwa die Hälfte als Kreuzungsbahnhof angelegt sind. Zwischen den beiden Endbahnhöfen überwindet sie eine Höhendifferenz von 499 Metern.
Ausgangspunkt der 23,3 km langen und als Ōtsuki-Linie (大月線 Ōtsuki-sen) bezeichneten nördlichen Teilstrecke ist der Bahnhof Ōtsuki. Dort zweigt sie von der Chūō-Hauptlinie ab und führt zunächst südwärts durch das Katsura-Tal. Nachdem sie die Trasse der zukünftigen Schnellfahrstrecke Chūō-Shinkansen unterquert hat, überbrückt sie den Fluss zweimal kurz hintereinander und verläuft daraufhin überwiegend in südwestlicher Richtung – zum Teil parallel zur Chūō-Autobahn, die zweimal unterquert wird. Der Bahnhof Fujisan im Zentrum von Fujiyoshida ist ein Kopfbahnhof, der einen Richtungswechsel erfordert. Hier erfolgt der Übergang zur 3,3 km langen Teilstrecke der Kawaguchiko-Linie (河口湖線 Kawaguchiko-sen). Sie verläuft nordwestwärts und erlaubt einen uneingeschränkten Blick auf den Fuji. Nachdem sie den Freizeitpark Fuji-Q Highland passiert hat, endet sie im Bahnhof Kawaguchiko in der Stadt Fujikawaguchiko.

## Zugangebot
Aufgrund der hohen touristischen Bedeutung ist der Fahrplan der Fujikyūkō-Linie im Vergleich zu anderen Nebenstrecken sehr dicht. Es gibt mehrere Sonder- und Schnellzüge, die im Bahnhof Ōtsuki zur Chūō-Hauptlinie durchgebunden werden. Auf diese Weise ermöglichen sie umsteigefreie Direktverbindungen aus und in Richtung Tokio. Der Bahnbetrieb wird seit 2022 nicht mehr durch den Mutterkonzern Fuji Kyūkō selbst durchgeführt, sondern durch die Tochtergesellschaft Fujisanroku Denki Tetsudō (富士山麓電気鉄道).
In enger Zusammenarbeit mit der Bahngesellschaft JR East wird der als Fuji Excursion (富士回遊 Fuji kaiyū) bezeichnete Schnellzug angeboten, der viermal täglich von Kawaguchiko zum Bahnhof Shinjuku und zurück fährt. Es handelt sich dabei um einen aus drei Wagen bestehenden Flügelzug mit reservierungs- und zuschlagspflichtigen Sitzplätzen, der in Ōtsuki an Azusa-Schnellzüge angehängt oder von diesen abgehängt wird. Ebenfalls in Kooperation mit JR East verbindet im beschleunigten Nahverkehr ein Zugpaar täglich Kawaguchiko mit Takao, zwei weitere tägliche Zugpaare verkehren von und zum Bahnhof Tokio.
In Eigenregie betrieben werden mehrere reservierungs- und zuschlagspflichtige Ausflugszüge. Der Fujisan Express (フジサン特急 Fujisan tokkyū) führt einen Aussichtswagen mit; an Werktagen verbindet er einmal täglich Ōtsuki mit Kawaguchiko, an Wochenenden und Feiertagen zweimal. Zweimal täglich pendelt der Fujisan View Express (富士山ビュー特急 Fujisan byū tokkyū) hin und her, wobei an Bord Speisen und Getränke serviert werden.
Gewöhnliche Nahverkehrszüge mit Halt an allen Zwischenstationen fahren tagsüber ungefähr alle 30 Minuten. Während der Hauptverkehrszeit wird der Takt auf etwa 20 Minuten verdichtet, am späten Abend gilt ein angenäherter Stundentakt. An zwei Zugpaare täglich wird der Fuji tozan densha (富士登山電車, „Fuji-Kletterzug“) angehängt, bestehend aus zwei Wagen im Retro-Stil mit hölzerner Innenverkleidung.

## Bilder

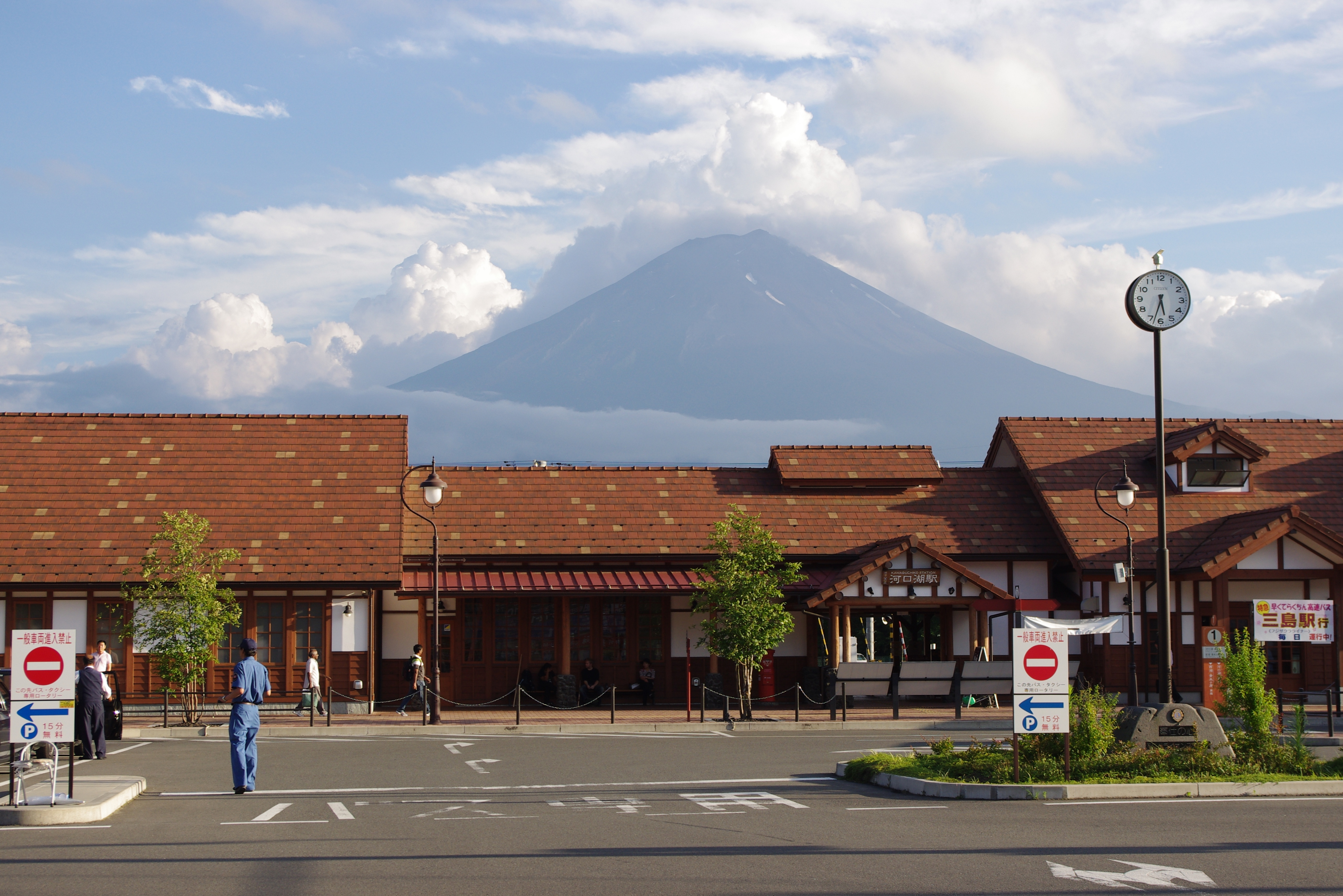
Bahnhof Kawaguchiko mit Blick auf den Fuji
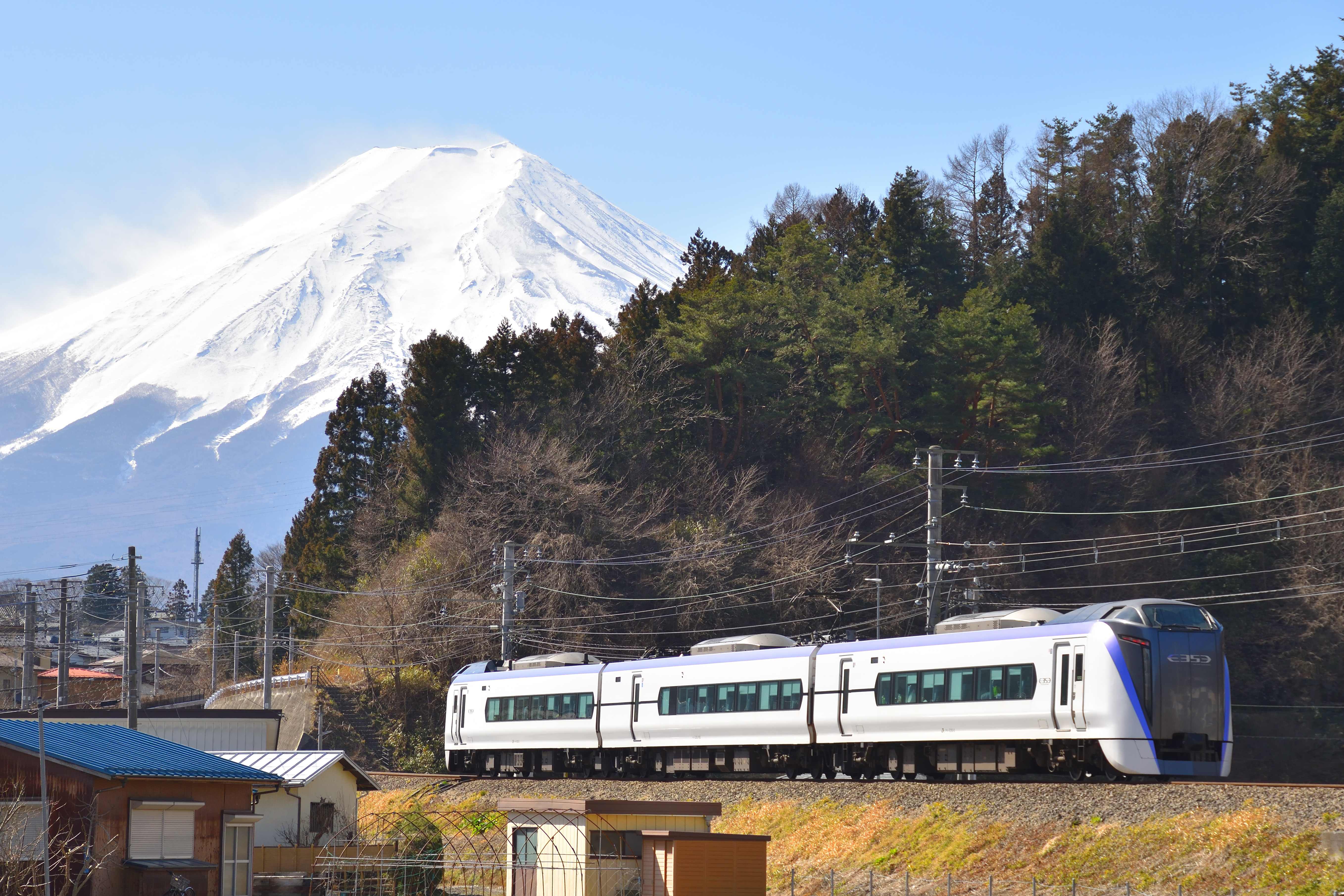
Schnellzug Fuji Excursion der Baureihe E353
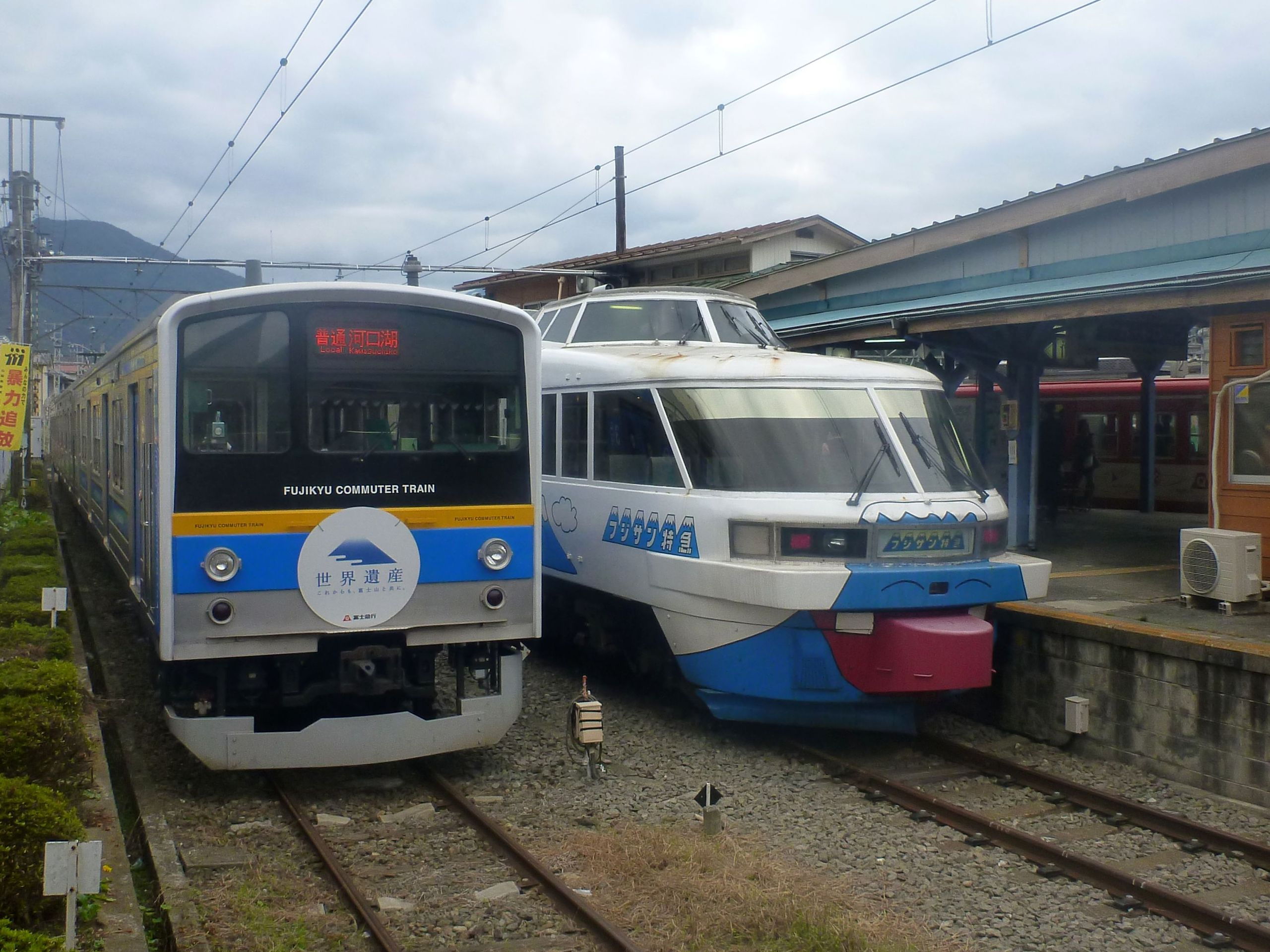
Bahnhof Ōtsuki mit zwei verschiedenen Zugtypen für Pendler- und Touristenverkehr
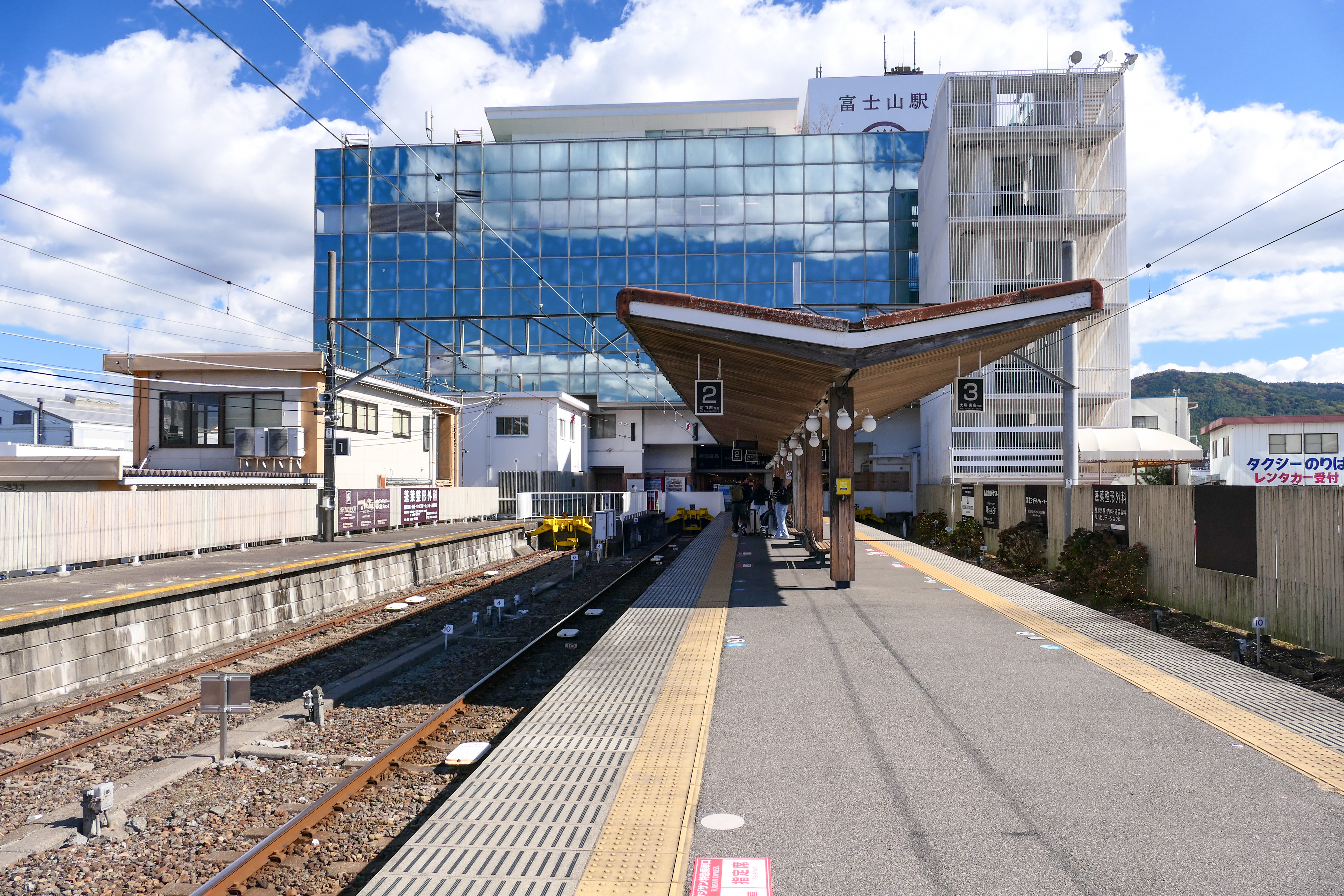
Bahnhof Fujisan
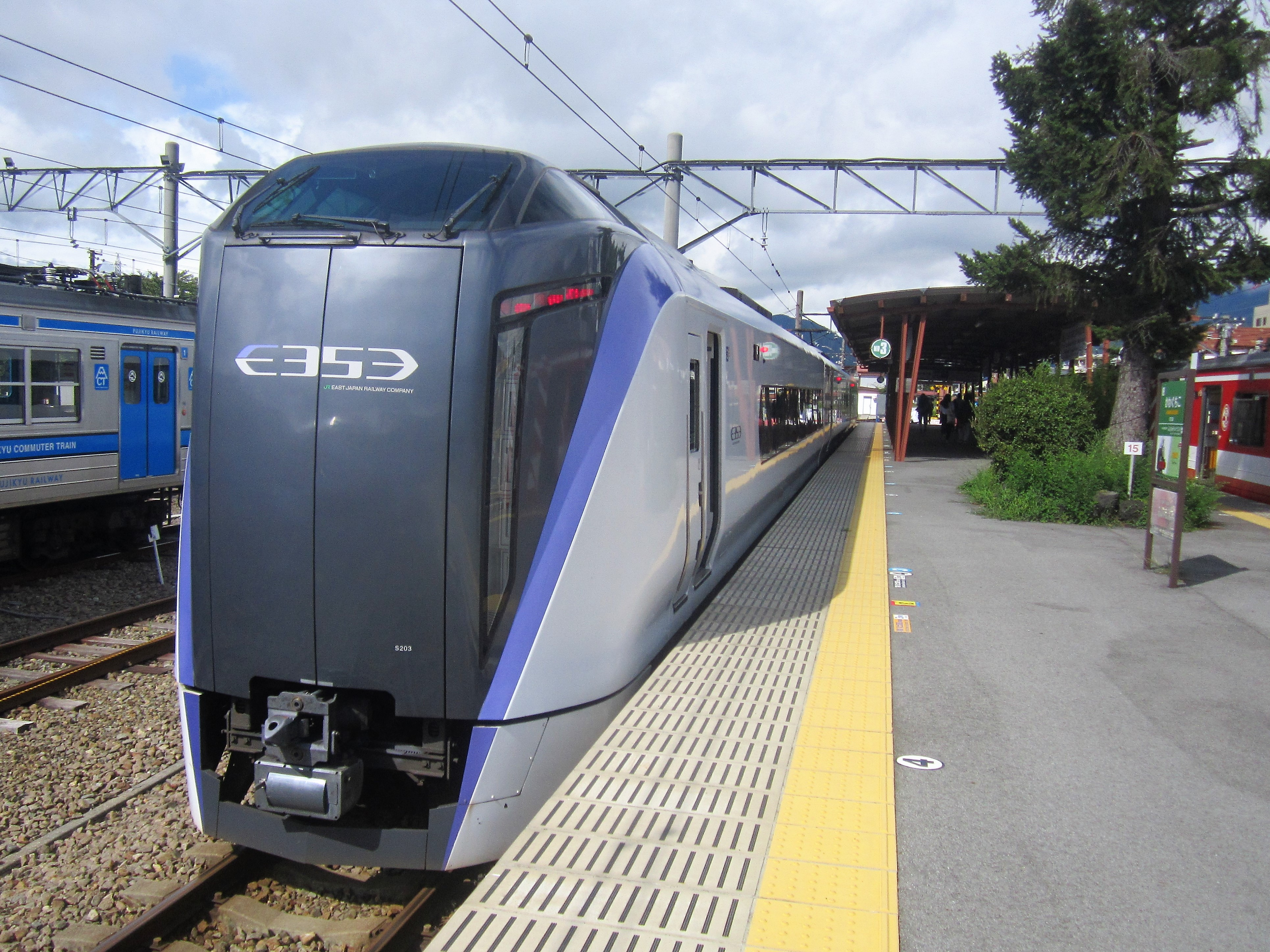
Triebzug der Baureihe JR East E353 in Kawaguchiko

## Geschichte
Die durch das Katsura-Tal führende Teilstrecke der Ōtsuki-Linie geht aus zwei Pferdebahnen hervor. Sie wurden errichtet, um die wachsende Zahl an Bergsteigern und Wanderern zu befördern, die sich von Tokio her zu den Ausgangspunkten ihrer Touren am Fuji und rund um die Fünf Fuji-Seen begaben. Als erste eröffnete die Tsuru Basha Tetsudō (都留馬車鉄道, „Tsuru-Pferdebahn“) im Jahr 1900 die Strecke zwischen Shimoyoshida und dem Kagosaka-Pass (südlich des Yamanaka-Sees gelegen), mit einer Spurweite von 762 mm. Auf der Passhöhe bestand Anschluss an eine weitere Pferdebahn nach Gotemba. 1903 folgte die Fuji Basha Tetsudō (富士馬車鉄道, „Fuji-Pferdebahn“), die eine Spurweite von 610 mm aufwies und deren Strecke vom Bahnhof Ōtsuki nach Kasei führte. Im selben Jahr wurde die Tsuru-Pferdebahn von Tsurushi nach Kasei und von Shimoyoshida nach Fujiyoshida (beim heutigen Bahnhof Fujisan) verlängert.
Allmählich konnten die Pferdebahnen die stetig ansteigenden Fahrgastzahlen nicht mehr bewältigen, weshalb beide Unternehmen beschlossen, ihre Strecken zu modernisieren. Die Tsuru Basha Tetsudō, die sich 1919 in Tsuru Denki Tetsudō (都留電気鉄道, „Elektrische Tsuru-Eisenbahn“) umbenannte, elektrifizierte im Juli 1921 den Abschnitt Kasei–Fujiyoshida mit 600 V Gleichstrom. Hingegen trat sie die Strecke zum Kagosaka-Pass an ein anderes Unternehmen ab (dieses stellte bereits 1927 auf einen Busbetrieb um). Währenddessen benannte sich die Fuji Basha Tetsudō 1920 in Fuji Denki Kidō (富士電気軌道, „Elektrische Fuji-Straßenbahn“) um. Sie elektrifizierte im Oktober 1921 den Abschnitt Ōtsuki–Kasei und spurte ihn auf 762 mm um, was den Einsatz gemeinsamer durchgehender Straßenbahnen ermöglichte.
Doch auch dieses Verkehrsmittel erwies sich bald als nicht mehr ausreichend. Aus diesem Grund fusionierten beide Unternehmen am 18. September 1926 zur Fujisanroku Denki Tetsudō (富士山麓電気鉄道, „Elektrische Eisenbahn am Fuß des Fuji“). Diese baute eine vollwertige kapspurige Bahnstrecke zwischen Ōtsuki und Fujiyoshida mit einer erhöhten Fahrdrahtspannung von 1500 V, die bei ihrer Inbetriebnahme am 19. Juli 1929 die Straßenbahn vollständig ersetzte. Am 1. Juli 1934 verkehrte erstmals ein Sonderzug, der umsteigefreie Verbindungen von Tokio nach Fujiyoshida ermöglichte. Ein schwerer Unfall ereignete sich am 13. Januar 1946, als in der Nähe des Tunnelportals in Ōtsuki zwei Züge kollidierten; dabei kamen 26 Menschen ums Leben. Die rasante Entwicklung des Tourismus rund um die Fünf Fuji-Seen während der Nachkriegszeit bewog das Unternehmen dazu, die Bahnstrecke zu verlängern. So nahm sie am 24. August 1950 nach dreimonatiger Bauzeit den 3,1 km langen Abschnitt Fujiyoshida–Kawaguchiko in Betrieb.
1960 benannte sich die Betreibergesellschaft in Fuji Kyūkō um und im April 1962 begann sie umsteigefreie Verbindungen zwischen Shinjuku und Kawaguchiko anzubieten. Ein weiterer Unfall ereignete sich am 4. März 1971: Der Fuji Express stieß zunächst mit einem Lieferwagen zusammen, der auf einen Bahnübergang gerollt war. Dabei waren die Bremsen beschädigt worden, sodass der Zug etwa vier Kilometer unkontrolliert weiterfuhr, ehe er entgleiste. 17 Fahrgäste kamen ums Leben, 71 weitere erlitten Verletzungen. Der Güterverkehr auf der Strecke wurde am 1. April 1978 eingestellt. Seit 1991 pflegt die Matterhorn-Gotthard-Bahn eine Partnerschaft mit der Fujikyūkō-Bahn. Am 25. Mai 2021 gründete Fuji Kyūkō eine Tochtergesellschaft, um den Bahnbetrieb auszulagern. Sie erhielt den traditionellen Namen Fujisanroku Denki Tetsudō und nahm ihre Tätigkeit mit dem Fahrplanwechsel vom 1. April 2022 auf.

## Liste der Bahnhöfe
FK = Fuji kaiyū 
 ● = alle Züge halten
| Name | Name                                    | km   | FK | Anschlusslinien | Lage   | Ort             |
| ---- | --------------------------------------- | ---- | -- | --------------- | ------ | --------------- |
| FJ01 | Ōtsuki (大月)                           | 00,0 | ●  | Chūō-Hauptlinie | Koord. | Ōtsuki          |
| FJ02 | Kamiōtsuki (上大月)                     | 00,6 | ǀ  |                 | Koord. | Ōtsuki          |
| FJ03 | Tanokura (田野倉)                       | 03,0 | ǀ  |                 | Koord. | Tsuru           |
| FJ04 | Kasei (禾生)                            | 05,6 | ǀ  |                 | Koord. | Tsuru           |
| FJ05 | Akasaka (赤坂)                          | 07,1 | ǀ  |                 | Koord. | Tsuru           |
| FJ06 | Tsurushi (都留市)                       | 08,6 | ǀ  |                 | Koord. | Tsuru           |
| FJ07 | Yamuramachi (谷村町)                    | 09,4 | ǀ  |                 | Koord. | Tsuru           |
| FJ08 | Tsuru-bunkadaigaku-mae (都留文科大学前) | 10,6 | ●  |                 | Koord. | Tsuru           |
| FJ09 | Tōkaichiba (十日市場)                   | 11,5 | ǀ  |                 | Koord. | Tsuru           |
| FJ10 | Higashi-Katsura (東桂)                  | 13,1 | ǀ  |                 | Koord. | Tsuru           |
| FJ11 | Mitsutōge (三つ峠)                      | 15,8 | ǀ  |                 | Koord. | Nishikatsura    |
| FJ12 | Kotobuki (寿)                           | 18,8 | ǀ  |                 | Koord. | Fujiyoshida     |
| FJ13 | Yoshiike-onsenmae (葭池温泉前)          | 20,2 | ǀ  |                 | Koord. | Fujiyoshida     |
| FJ14 | Shimoyoshida (下吉田)                   | 21,1 | ●  |                 | Koord. | Fujiyoshida     |
| FJ15 | Gekkōji (月江寺)                        | 21,9 | ǀ  |                 | Koord. | Fujiyoshida     |
| FJ16 | Fujisan (富士山)                        | 23,6 | ●  |                 | Koord. | Fujiyoshida     |
| FJ17 | Fujikyū-Highland (富士急ハイランド)     | 25,0 | ●  |                 | Koord. | Fujikawaguchiko |
| FJ18 | Kawaguchiko (河口湖)                    | 26,6 | ●  |                 | Koord. | Fujikawaguchiko |